# Andrea Hinwood
Andrea Hinwood (* 20. Jahrhundert) ist eine australische Umweltwissenschaftlerin. Sie ist Chefwissenschaftlerin des Umweltprogramms der Vereinten Nationen.

## Leben und Werk

United Nations Environment Programme Logo

Hinwood erhielt einen Bachelor of Science-Abschluss und einen Master-Abschluss in angewandter Chemie an der RMIT University in Melbourne. Sie promovierte in Umweltepidemiologie an der Monash University.
Von 2002 bis 2017 war sie außerordentliche Professorin an der Edith Cowan University in Perth in Westaustralien. Sie war Mitglied und stellvertretende Vorsitzende der Umweltschutzbehörde von Westaustralien sowie Sitzungsmitglied des staatlichen Verwaltungsgerichtshofs von Westaustralien. Zu ihren Aufgabengebieten gehörte die strategische Beratung der Regierung in einer Vielzahl von Umweltangelegenheiten, darunter ozonabbauende Substanzen, Luftqualität, Feuer- und Rauchmanagement, Auswirkungen auf die biologische Vielfalt und neu auftretende Schadstoffe.
Anschließend war sie bis 2021 als erste leitende Umweltwissenschaftlerin an der Umweltschutzbehörde (EPA) in Victoria, Australien. In dieser Funktion entwickelte und implementierte sie Programme, um die Rolle der EPA als evidenzbasierte wissenschaftliche Organisation zu stärken und die Auswirkungen von Umweltverschmutzung und Abfall auf Gemeinden und die Umwelt zu verhindern.
Seit 2021 arbeitet sie im Umweltprogramm (UNEP) der der Vereinten Nationen.
Hinwood setzt sich dafür ein, dass mehr Open-Access-Material benötigt wird, damit die Entwicklungsländer die weltweiten Krisen des Klimawandels, des Verlusts der Biologischen Vielfalt sowie die Umweltverschmutzung und den Abfall bewältigen können. Ihrer Meinung nach ist die Suche nach allen tragfähigen Lösungen gegen den Klimawandel im Gange, wobei alle neuen Technologien klar verstanden und potenzielle Risiken oder Auswirkungen identifiziert werden müssen, bevor sie eingesetzt werden.

## Auszeichnungen (Auswahl)
- 2019: Innovation and Excellence in Air Quality Award, 24. International Clean Air and Environment Conference in Queenstown, Neuseeland[5]